# Giovanni VIII di Alessandria
Papa Giovanni VIII, al secolo Yohanna Ben-Ebsal (in arabo egiziano يوانس التامن; Bani-Khosaim, ... – Egitto, 29 maggio 1320), è stato l'80º Papa della Chiesa ortodossa copta.
Giovanni VIII nacque a Meniat Bani-Khosaim. Il suo vero nome era Yohanna Ben-Ebsal, ma era conosciuto come El Mo'ataman Ebn El-Kedees. Divenne monaco nel monastero di Shahran e fu ordinato papa il 19 meshir 1016 del calendario copto (14 febbraio 1300 d.C.).
Durante il papato di Giovanni VIII, gravi tribolazioni colpirono i cristiani in Egitto e furono imposte pesanti tasse. Un funzionario del Marocco era contrariato dal fatto che i copti fossero così attivi nel settore finanziario. Molte chiese furono chiuse al Cairo e in diverse parti del paese. Eccezioni furono i monasteri di Alessandria e alcune chiese in altre città. Un inviato del re di Spagna giunse per intercedere a nome dei cristiani. Successivamente furono aperte due chiese, una delle quali era la chiesa copta ortodossa della chiesa della Vergine Maria (Haret Zuweila), e l'altra era la chiesa melchita di San Nicola a El-Hamzawe.
Papa Giovanni VIII fu contemporaneo di San Parsoma e presiedette i suoi funerali. Fu l'ultimo Papa a risiedere nella chiesa di San Mercurio nel Cairo copto. Fu il primo a trasferire il trono patriarcale nella chiesa della Vergine Maria (Haret Zuweila). Risiedeva lì nel 1303 d.C. quando un forte terremoto causò grande distruzione in Siria e in Egitto. Ebn Kabre riporta che Papa Giovanni VIII aveva apportato alcune modifiche alla Liturgia. Morì il 4 paoni 1036 (29 maggio 1320 d.C.) dopo 20 anni, 3 mesi e 15 giorni sul Trono Patriarcale.